# Traveller's Tales
Traveller's Tales er en britisk computerspiludvikler, der er ejet af TT Games.
Traveller's Tales blev grundlagt i 1989 af Jon Burton. Det var oprindelig et lille selskab som fokuserede på spil med eget indhold, men da det blev større begyndte selskabet at udvikle spil med Sega og Disney Interactive Studios. I 1996 ændrede selskabet navn til Currentclass, men navnet blev ændret tilbage til Traveller's Tales to måneder senere. I 2004 startede selskabet med at udvikle Lego Star Wars: The Video Game sammen med Giant Interactive Entertainment. Året efter opkøbte Traveller's Tales Giant Interactive Entertainment, som blev til TT Games. Fra og med da fungerede Traveller's Tales som den del af selskabet som udviklede spil, mens Giant Interactive Entertainment blev til TT Games Publishing, som havde ansvaret for at publicere spil. I 2007 opkøbte selskabet to selskaber mere; en computerspiludvikler og et animationsstudie, som henholdsvis blev til TT Fusion og TT Animation.
8. november 2007 blev TT Games købt af Warner Bros. Interactive Entertainment.

## Spil
| År   | Titel                                                          | Udgiver                                           |
| ---- | -------------------------------------------------------------- | ------------------------------------------------- |
| 1991 | Leander                                                        | Psygnosis                                         |
| 1993 | Bram Stoker's Dracula                                          | Sony Imagesoft                                    |
| 1993 | Puggsy                                                         | Psygnosis                                         |
| 1994 | Mickey Mania: The Timeless Adventures of Mickey Mouse          | Sony Imagesoft/Sony Computer Entertainment Europe |
| 1995 | Toy Story                                                      | Disney Interactive                                |
| 1996 | Sonic 3D Blast                                                 | Sega                                              |
| 1997 | Sonic R                                                        | Sega                                              |
| 1998 | Rascal                                                         | Psygnosis                                         |
| 1998 | A Bug's Life                                                   | Sony Computer Entertainment/Activision            |
| 1999 | Toy Story 2: Buzz Lightyear to the Rescue                      | Activision                                        |
| 2000 | Muppet RaceMania                                               | Midway Games/Sony Computer Entertainment Europe   |
| 2000 | Buzz Lightyear of Star Command                                 | Activision                                        |
| 2001 | Toy Story Racer                                                | Activision                                        |
| 2001 | Weakest Link                                                   | Activision                                        |
| 2001 | Crash Bandicoot: The Wrath of Cortex                           | Vivendi Universal Games                           |
| 2002 | Haven: Call of the King                                        | Midway Games                                      |
| 2003 | Finding Nemo                                                   | THQ                                               |
| 2004 | Crash Twinsanity                                               | Vivendi Universal Games                           |
| 2005 | Lego Star Wars: The Video Game                                 | Eidos Interactive/Giant Interactive Entertainment |
| 2005 | F1 Grand Prix                                                  | Sony Computer Entertainment                       |
| 2005 | The Chronicles of Narnia: The Lion, the Witch and the Wardrobe | Buena Vista Games                                 |
| 2005 | World Rally Championship                                       | Sony Computer Entertainment                       |
| 2006 | Super Monkey Ball Adventure                                    | Sega                                              |
| 2006 | Lego Star Wars II: The Original Trilogy                        | LucasArts                                         |
| 2006 | Bionicle Heroes                                                | Eidos Interactive                                 |
| 2007 | Transformers: The Game                                         | Activision                                        |
| 2007 | Lego Star Wars: The Complete Saga                              | LucasArts                                         |
| 2008 | Lego Indiana Jones: The Original Adventures                    | LucasArts                                         |
| 2008 | Lego Batman: The Videogame                                     | Warner Bros. Interactive Entertainment            |
| 2008 | The Chronicles of Narnia: Prince Caspian                       | Disney Interactive Studios                        |
| 2009 | Lego Indiana Jones 2: The Adventure Continues                  | LucasArts                                         |
| 2010 | Lego Harry Potter: Years 1–4                                   | Warner Bros. Interactive Entertainment            |
| 2011 | Lego Star Wars III: The Clone Wars                             | LucasArts                                         |
| 2011 | Lego Pirates of the Caribbean: The Video Game                  | Disney Interactive Studios                        |
| 2011 | Lego Harry Potter: Years 5–7                                   | Warner Bros. Interactive Entertainment            |
| 2012 | Lego Batman 2: DC Super Heroes                                 | Warner Bros. Interactive Entertainment            |
| 2012 | Lego The Lord of the Rings                                     | Warner Bros. Interactive Entertainment            |
| 2013 | Lego Marvel Super Heroes                                       | Warner Bros. Interactive Entertainment            |
| 2014 | Lego The Hobbit                                                | Warner Bros. Interactive Entertainment            |
| 2014 | Lego Batman 3: Beyond Gotham                                   | Warner Bros. Interactive Entertainment            |
| 2015 | Lego Dimensions                                                | Warner Bros. Interactive Entertainment            |
| 2016 | Lego Marvel's Avengers                                         | Warner Bros. Interactive Entertainment            |
| 2017 | Lego Worlds                                                    | Warner Bros. Interactive Entertainment            |
| 2017 | Lego Marvel Super Heroes 2                                     | Warner Bros. Interactive Entertainment            |
| 2018 | Lego DC Super-Villains                                         | Warner Bros. Interactive Entertainment            |
| 2019 | The Lego Movie 2 Videogame                                     | Warner Bros. Interactive Entertainment            |
| 2020 | Lego Star Wars: The Skywalker Saga                             | Warner Bros. Interactive Entertainment            |